# Lluís Ysamat i Bosch
Lluís Ysamat i Bosch (Barcelona, 25 de desembre de 1900 – 9 d'abril de 1982) fou un jugador i dirigent esportiu català en l'àmbit de l'hoquei.
Fill de l'industrial Lluís Ysamat i Lazzoli i de Bertila Bosch i Costa. La família era propietària d'una fàbrica d'assaonaments a Badalona des de 1862. Es va formar a l'Escola Industrial de Barcelona, cursant estudis especialitzats en indústria d'assaonaments, que acabà el 1923. El 1963 va ser nomenat president del Sindicat Provincial de la Pell. Casat amb Montserrat Soler i Cabot, van tenir tres fills: Lluís, Josep Oriol i Xavier.
Jugador d'hoquei, s'inicià en la Reial Societat Esportiva Pompeia (1918-19) com a davanter. La temporada següent passà al Reial Club de Polo (1919-28), amb què desenvolupà la seva carrera com a porter i es proclamà cinc vegades campió de Catalunya i quatre d'Espanya. Internacional en catorze ocasions, participà en els Jocs Olimpics d'Amsterdam (1928). Posteriorment, presidí la Federació Catalana de Hockey (1933-44) i, quan les federacions espanyoles d'hoquei sobre patins i d'hoquei es van fusionar el 1944, i en conseqüència també ho van haver de fer les catalanes, el president de la Federació Catalana de Hockey, es va convertir en el nou president de la Federació Catalana de Hockey i Patinatge, actual Federació Catalana de Patinatge, i va ocupar el càrrec fins al 1952. Juntament amb Joan Antoni Samaranch, organitzà el Campionat d'Europa de Patinatge Artístic i el Campionat del Món d'hoquei sobre patins, ambdós a Barcelona l'any 1951. Com a seleccionador estatal d'hoquei (1955-60), aconseguí la medalla d'or en els Jocs Mediterranis de Barcelona (1955) i en el torneig del Centenari de l'Hoquei francès del mateix any. Rebé les medalles al mèrit esportiu de la federació espanyola (1946) i de la Delegación Nacional de Deportes (1960) i l'Stick d'Or de la Federació Catalana de Hockey, entre altres distincions. A partir del 1983 s'instaurà un trofeu amb el seu nom que premia el millor porter d'hoquei de la temporada en el global de les competicions estatals.
Va morir el 9 d'abril de 1982, als 81 anys. El funeral va celebrar-se a l'església de Sant Gregori Taumaturg.